# Campobello di Mazara
Campobello di Mazara é uma comuna italiana da região da Sicília, província de Trapani, com cerca de 11.190 habitantes. Estende-se por uma área de 65 km², tendo uma densidade populacional de 172 hab/km². Faz fronteira com Castelvetrano, Mazara del Vallo.

## Demografia
| Variação demográfica do município entre 1861 e 2011                               |
|                                                                                   |
| Fonte: Istituto Nazionale di Statistica (ISTAT) - Elaboração gráfica da Wikipedia |